# Rima Horton
Pour les articles homonymes, voir Horton.
Rima Horton (née le 31 janvier 1947 à Bayswater, Londres) est une femme politique du Parti travailliste anglais qui a remporté les élections en 1986 pour le Kensington and Chelsea London Borough Council. Très investie dans le domaine de l'éducation, elle est maître de conférences en économie à l'Université de Kingston jusqu'en 2012,,,.

## Biographie

### Jeunesse: scolarité et théâtre
Rima Horton est née dans une famille ouvrière à Bayswater, un district du centre de Londres situé dans le borough de la cité de Westminster, la troisième des quatre enfants d'Erice Irene (née Frame, 1906-1984) et de Wilfred Stewart Horton (1905-2003). Sa mère était originaire du Pays de Galles tandis que son père était né à Londres,. Horton a été éduquée à l'école primaire pour filles Saint Vincent de Paul, à la City of London School for Girls et à l'Université de Southampton à partir de 1965.
Elle joue souvent du théâtre, à l'école puis dans divers groupes amateurs, comme le Brook Drama Club qui la fait voyager en 1962 jusqu'à Paris pour performer, alors qu'elle n'a que 15 ans. Elle avait déjà une forte présence et un talent pour diriger ses camarades acteurs. À 18 ans, elle gagne le Most Promising Youngster Award lors du Southhall Music & Drama Festival, où Alan Rickman joue à ses côtés.

### Carrière
Rima Horton a remporté l'élection au nom du Parti travailliste au Kensington and Chelsea London Borough Council en 1986 et perd sa place de Whip en chef du Parti Travailliste (en anglais : Chief Whip of the Labour Party) au conseil en mai 2006. Elle s'est présentée deux fois comme candidate travailliste au Parlement, perdant à chaque fois contre la candidate conservatrice. Horton fut également maître de conférences en économie à l'Université de Kingston à Londres,. Horton a siégé au conseil d'administration de The Making Place, un organisme de bienfaisance pour enfants de 2002 à 2005. Elle a également œuvré pour le théatre pendant plusieurs décennies et même siégé au conseil d'administration du Gate Theatre de Notting Hill. Horton a écrit ou contribué à l'écriture de plusieurs ouvrages de politique et d'économie tels que :
- The Elgar Companion to Radical Political Economy (1994), chapitre intitulé « Inégalité »[18].
- Partenariat : gestion économique stratégique dans les collectivités locales (1993)[19].
- Un autre État : le pouvoir populaire et l'administration démocratique (1993)[20].

### Vie privée
Horton a rencontré l'acteur en herbe Alan Rickman en 1965 à l'âge de 18 ans alors qu'il fréquentait le Chelsea College of Arts. Le couple s'est marié lors d'une cérémonie privée à New York en 2012. Leur mariage a été annoncé publiquement trois ans après, en 2015. Horton a vécu avec Rickman de 1977 jusqu'à sa mort en janvier 2016. Ils n'ont pas eu d'enfant.